# Heimdall
Heimdall (staronordijski Heimdallr) je nordijski bog. Ubraja se u skupinu Asa iako, čini se, nije potpuno sigurno da je Odinov sin. Zvao se još i Hallinskidi ili Gullintanni (Zlatozubi) jer su mu zubi od zlata. Nazivan je i bijelim bogom. Jedan je od najenigmatičnijih staronordijskih bogova; govori se da je sin devet majki koje su jedna drugoj sestre.  Kako Snorri Sturluson u svojoj eddi citira nesačuvanu Pjesmu o Heimdallu:
| Níu em ek mœðra mögr,   | Ja sam devet majki dijete, |
| .ix. em ek systra sonr. | devet sam sestara sin.     |
|                         | (prevela Dora Maček)       |

Živi u Himinbjorgu (Nebeskom gradu) na rubu svijeta Asa pokraj mosta od ognjene duge Bifrosta koji povezuje svijet bogova Asgard sa svijetom ljudi Midgardom. Heimdall čuva taj most od divova, a time i sve bogove i cijeli svijet. Ima nevjerojatan sluh te čuje kako raste trava i ovčje runo. Proročica tvrdi da mu je sluh skriven ispod svjetskog drveta Yggdrasila. Vidi jednako dobro i danju i noću i to na daljinu od sto milja. Potrebno mu je manje sna no ptici.
Često ga optužuju da pretjeruje u pijenju medovine.
O tome se ovako kaže u Grímnismálu, pjesmi iz Poetske ili Starije edde:
| (Grímnismál, 13)      | (Grímnismál, 13)          |
| --------------------- | ------------------------- |
| Himinbiörg heita,     | Himinbjorg se zove dvor   |
| en þar Heimdall kveða | gdje kažu da Heimdall     |
| valda véum;           | vlada svetištima;         |
| þar vörðr goða        | kao čuvar bogova          |
| drekkr í væru ranni   | pije u mirnom dvoru       |
| glaðr hinn góða miöð. | razdragan dobru medovinu. |
|                       | (prevela Dora Maček)      |

Ima konja Gulltoppa (Zlatogrivog)  i mač Hofut ili Glavu. Posjeduje još i rog Gjallarhorn (Glasnorog) koji će se čuti po čitavome svijetu kada njime zatrubi da označi početak Ragnaroka za vrijeme kojega će se boriti s Lokijem. Usmrtit će jedan drugoga i bit će posljednji koji će pasti u borbi.
Prema jednoj je priči božici Freyji vratio njezinu ogrlicu Brisingamen što ju je Loki bio ukrao. Heimdall i Loki su se borili za nju i Heimdall je pobijedio. Postoje i verzije koje navode samog Odina kao kradljivca.

## Rig
Jednom je tako Heimdall lutao svijetom i stigao do kolibe čovjeka po imenu Ai (pradjed) i njegove žene Edde (prabake). Tamo se predstavio kao Rig i ostao kod njih na objedu. Obrok je bio siromašan, ali domaćini nisu imali bolje. Nakon večere ponudiše mu da prenoći u njihovu skromnu domu. Rig se smjestio između njih dvoje u krevetu. Ujutro je otišao svojim putom, a devet je mjeseci poslije Edda rodila dijete koje nazvaše Dral ili Rob. Odrastao je snažan, ali ružan, crnobijel u licu. Oženio se i imao dvanaest sinova i kćeki koji su postali rod robova.
Putujući dalje, Rig je naišao na kuću gdje je živio obrtnik po imenu Afi (djed) i žena mu Amma (baka). Domaćini su bili ljubazni, ponudili su mu hranu i prenoćište. Rig je ujutro otišao, a devet mjeseci kasnije Amma je rodila sina kojeg nazvaše Karl što zači slobodnjak. Karl je bio crven u licu i crvene kose. I on se oženio i imao dvanaestoro djece koji su stvorili rod slobodnjaka.
Lutajući dalje, Rig naiđe na vilu u kojoj su boravili Fadir (otac) i Modir (majka). Poslužili su ga odličnom hranom i ponudili mu prenočište. Devet je mjeseci kasnije Modir rodila predivno dijete koje su nazvali Jarl što znači plemeniti. Njegova je kosa bila plava, a lice bijelo. Njegovi su potomci postali rod gospodara.